# Davis (Oklahoma)
Davis és una ciutat dels Estats Units a l'estat d'Oklahoma. Segons el cens del 2000 tenia 2.610 habitants.

## Demografia
Segons el cens del 2000, Davis tenia 2.610 habitants, 1.042 habitatges, i 723 famílies. La densitat de població era de 91,5 habitants per km².
Dels 1.042 habitatges en un 33,9% hi vivien nens de menys de 18 anys, en un 52,6% hi vivien parelles casades, en un 13,3% dones solteres, i en un 30,6% no eren unitats familiars. En el 28% dels habitatges hi vivien persones soles el 14,9% de les quals corresponia a persones de 65 anys o més que vivien soles. El nombre mitjà de persones vivint en cada habitatge era de 2,45 i el nombre mitjà de persones que vivien en cada família era de 2,99.
Per edats la població es repartia de la següent manera: un 26,7% tenia menys de 18 anys, un 8,3% entre 18 i 24, un 24,8% entre 25 i 44, un 21,3% de 45 a 60 i un 18,9% 65 anys o més.
L'edat mediana era de 37 anys. Per cada 100 dones de 18 o més anys hi havia 80,2 homes.
La renda mediana per habitatge era de 28.958 $ i la renda mediana per família de 37.100 $. Els homes tenien una renda mediana de 27.266 $ mentre que les dones 16.667 $. La renda per capita de la població era de 13.604 $. Entorn del 13% de les famílies i el 14,2% de la població estaven per davall del llindar de pobresa.

## Poblacions més properes
El següent diagrama mostra les poblacions més properes.